# シェパーズ・ブッシュ・エンパイア
シェパーズ・ブッシュ・エンパイア (Shepherds Bush Empire) は、ロンドン西部のシェパーズ・ブッシュにある、アカデミー・ミュージック・グループが運営する演奏会場のひとつ。スポンサーであるO2の名を冠して、O2 Shepherds Bush Empire と表記されることもあれば、地名のシェパーズ・ブッシュに準じて、（アポストロフィを付けて）Shepherd's Bush Empire と表記されることもある。この建物はもともと1903年にミュージックホールとして建てられたものであったが、1953年にBBCが取得して、「BBCテレビジョン劇場 (BBC Television Theatre)」と改称した。後にBBCの手を離れ、1991年以降は、演奏会場として運営されている。 

## 歴史

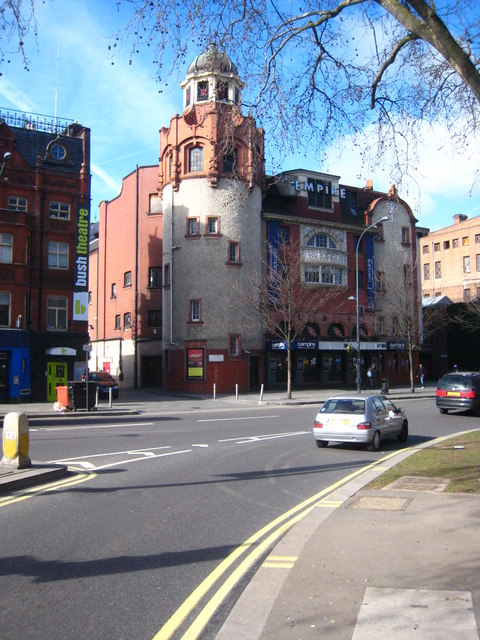
シェパーズ・ブッシュ・エンパイア

シェパーズ・ブッシュ・エンパイアは、1903年に興行主オズワルド・ストールが、劇場建築で知られた建築家フランク・マッチャムの設計により建設した。エンパイアでは、多様な演芸やレビューといったミュージックホール系の娯楽が舞台にかかり、そうした演目は、その種の娯楽が衰退していった1950年代はじめころまで続けられた
シェパーズ・ブッシュ・エンパイアは、第二次世界大戦の戦火をかろうじて免れた建物である。シェパーズ・ブッシュ・エンパイアに隣接するシェパーズ・ブッシュ・パビリオンは、1944年に飛行爆弾の爆撃によって内部を破壊され、1955年まで再開業されなかった。
1953年、シェパーズ・ブッシュ・エンパイアはBBCに売却され、テレビ放送用のスタジオ劇場として利用されることになり、BBCテレビジョン・シアター (the BBC Television Theatre) と改称した。ここで制作された番組には、『Crackerjack』、『Hancock's Half Hour』、『The Old Grey Whistle Test』、『That's Life!』、『The Generation Game』、『The Basil Brush Show』、『Juke Box Jury』、『This is Your Life』、『Jim'll Fix It』といった、BBCの軽い娯楽番組の大部分のほか、 クリフ・リチャード、ルル、Cilla Black、Spike Milligan、ダスティ・スプリングフィールド、シャーリー・バッシー (Shirley Bassey)、ヴェラ・リン、Harry Secombe、ペトゥラ・クラークらが登場するような軽音楽系の娯楽番組の大部分や、ユーロビジョン・ソング・コンテストの国内予選にあたる『A Song For Europe』などがあった。1985年以降は、ここから毎週3夜放送されていたトーク番組『Wogan』の専用となった。
BBCは、1991年にこの建物から退去した。1993年には、実業家アンドリュー・マーラー (Andrew Mahler) がこの建物を取得し、100万ポンド以上の資金を投じて建物を改修した。1994年には、名称をシェパーズ・ブッシュ・エンパイアに戻し、再開業を果たした。以降は、もっぱら音楽演奏会場として知られるようになった。
再開後のシェパーズ・ブッシュ・エンパイアには数多くの有名アーティスト、バンドが出演してきたが、ここでの演奏をライブ盤や映像作品としてリリースする例も数多くある。キング・クリムゾンの1996年の演奏は後にCD化され、ビョークの1997年のステージは『Live at Shepherds Bush Empire』として2001年にリリースされた。

## 近年
近年、この会場で収録され、DVDがリリースされたライブ映像の例には、2002年のパンク・ロック/ゴス・バンドのダムドの演奏、2003年9月25日木曜日に収録されたオーペス（スウェーデンのプログレッシブ・メタル・バンド）の最初のライブDVD『Lamentations』、2005年11月18日の公演を収めたブルートーンズのライブ盤『ワンス・アポン・ア・タイム・イン・ウェスト・トゥエルヴ』、インディーズ・バンドであるザ・ウェディング・プレゼントの2005年11月のコンサート、ジ・オンリー・ワンズの2007年6月のカムバック・コンサートなどがある。2007年にリリースされたエイミー・ワインハウスのライブ盤『I Told You I Was Trouble: Live in London』もエンパイアでの公演を収めたものである。また、トランスアトランティックの3枚目のライブ盤『Whirld Tour 2010: Live in London』は、この会場でレコーディング、撮影された。
ダンス・ミュージックの世界において、エンパイアは Frantic や Heat といったレイブやハード・ダンス (hard dance) のイベントに使用される会場として知られている。
エンパイアの収容人員は2,000人しかないが、小規模なギグに適した会場としてよく使われる。
イラク戦争開戦直前の2003年3月10日、アメリカ合衆国の女性カントリー・バンド、ザ・ディクシー・チックスがここで公演した際、ボーカルのナタリイ・メインズ (Natalie Maines) はステージトークでジョージ・W・ブッシュ大統領に批判的なコメントをして、大きな議論を巻き起こした（参照：ディクシー・チックス#政治的な論争）。